# Gernot Roll
Gernot Roll (Dresda, 9 aprile 1939 – Monaco di Baviera, 12 novembre 2020) è stato un direttore della fotografia tedesco.

## Biografia
Gernot Roll lavorò a più di 100 produzioni, tra cui oltre 40 importanti film per la televisione e serie TV. Tra le opere più famose si ricordano i film del progetto Heimat, di Edgar Reitz.
Al Romy Gala di Vienna del 1995 vinse il premio Romy come miglior direttore della fotografia, per la serie televisiva Radetzkymarsch.
Gernot Roll era padre dell'attore Michael Roll.